# 加藤勝信
加藤 勝信（かとう かつのぶ、1955年〈昭和30年〉11月22日 - ）は、日本の政治家、大蔵官僚。自由民主党所属の衆議院議員（8期）。財務大臣（第23・24代）、内閣府特命担当大臣（金融）、デフレ脱却担当大臣、内閣総理大臣臨時代理就任順位第4位。旧姓は室崎（むろさき）。
厚生労働大臣（第19・20・22・26代）、内閣官房長官（第84代）、沖縄基地負担軽減担当大臣（菅義偉内閣）、拉致問題担当大臣（菅義偉内閣）、働き方改革担当大臣（第4次安倍第2次改造内閣）、内閣府特命担当大臣（拉致問題）（第3次安倍第3次改造内閣・第4次安倍内閣）、内閣府特命担当大臣（少子化対策、男女共同参画）（第3次安倍第1次改造内閣・第3次安倍第2次改造内閣）、一億総活躍担当大臣（第3次安倍第1次改造内閣・第3次安倍第2次改造内閣）、女性活躍担当大臣（第3次安倍第1次改造内閣・第3次安倍第2次改造内閣）、再チャレンジ担当大臣（第3次安倍第1次改造内閣・第3次安倍第2次改造内閣）、内閣官房副長官（第2次安倍内閣・第2次安倍改造内閣・第3次安倍内閣）、内閣人事局長（初代）、内閣府大臣政務官（第1次安倍改造内閣・福田康夫内閣）、自由民主党総務会長（第56代）、自由民主党総裁特別補佐などを歴任。

## 来歴

### 生い立ち
東京都出身。
父・室崎勝聰は日野自動車工業社員（のち取締役副社長）。
東京学芸大学附属小金井中学校（同級生には後に大蔵官僚の田中一穂、日本労働組合総連合会会長神津里季生）、東京都立大泉高等学校を経て、1979年3月に東京大学経済学部を卒業。4月に大蔵省入省。郵政省宇宙通信企画課出向、倉吉税務署署長、内閣官房副長官秘書官（当時の副長官は渡辺秀央）、主計局主査（労働予算担当）、主計局主査（防衛予算担当）などを経験、農林水産大臣だった加藤六月の秘書官も務める。

加藤六月の次女と結婚さらに加藤に改姓（女婿）。
1995年、大蔵省大臣官房企画官を最後に退官。退官後は六月の秘書を務めた。

### 衆議院議員
1998年、第18回参議院議員通常選挙に岡山県選挙区（定数2）から無所属で出馬したが、得票数4位で落選（岡山県選挙区からは江田五月、妻の従兄弟にあたる加藤紀文が選出）。2000年の第42回衆議院議員総選挙に自由民主党から比例中国ブロック単独7位で出馬したが、再び落選。なおこの時、当初は義父・加藤六月の地盤であった岡山5区から民主党の公認を受けての出馬を模索していたが、直前で岡山県選出の橋本龍太郎元首相の誘いを受け、自民党に鞍替えした（岡山4区で橋本のライバルだった義父・加藤六月は出馬せず、引退）。その後、川崎医療福祉大学客員教授に就任。
岡山5区からの出馬に党本部は村田吉隆を公認。加藤に対しては郵政民営化法案に反対した平沼赳夫の選出選挙区である岡山3区からの出馬を要請したが、加藤はこれを拒否し、無所属での出馬を表明した。しかし、共倒れを危惧した党本部が仲裁に入り、コスタリカ方式による出馬で決着させて保守分裂選挙を回避し、村田、加藤のいずれも当選した。2007年、第1次安倍改造内閣で内閣府大臣政務官（経済財政、防災、食品安全、地方分権改革、地方・都市格差是正、道州制の担当）に任命され、福田康夫内閣でも再任（一部、役職の地方・都市格差是正担当は地方再生担当へと変更）。
2009年の第45回衆議院議員総選挙では、前職の村田吉隆が比例中国ブロックに回り、加藤は岡山5区から出馬。投開票の結果、加藤は民主党新人の花咲宏基を下し3選（花咲も比例復活）。

### 自民党政権奪還後

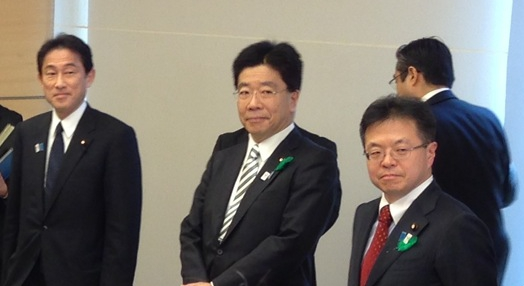
2013年4月15日、総理大臣官邸にて。左から外務大臣岸田文雄、加藤、内閣官房副長官世耕弘成。

2012年9月の自由民主党総裁選挙では安倍晋三の推薦人に名を連ねた。その後、総裁に選出された安倍の下で政調会長への起用が有力視されていたが、最終的に総裁特別補佐及び自民党報道局長に就任した。
同年12月の第46回衆議院議員総選挙で4選。選挙後に発足した第2次安倍内閣では、額賀派所属ながら内閣官房副長官に起用され、2014年（平成26年）5月には内閣人事局発足に伴い初代内閣人事局長に任命された。

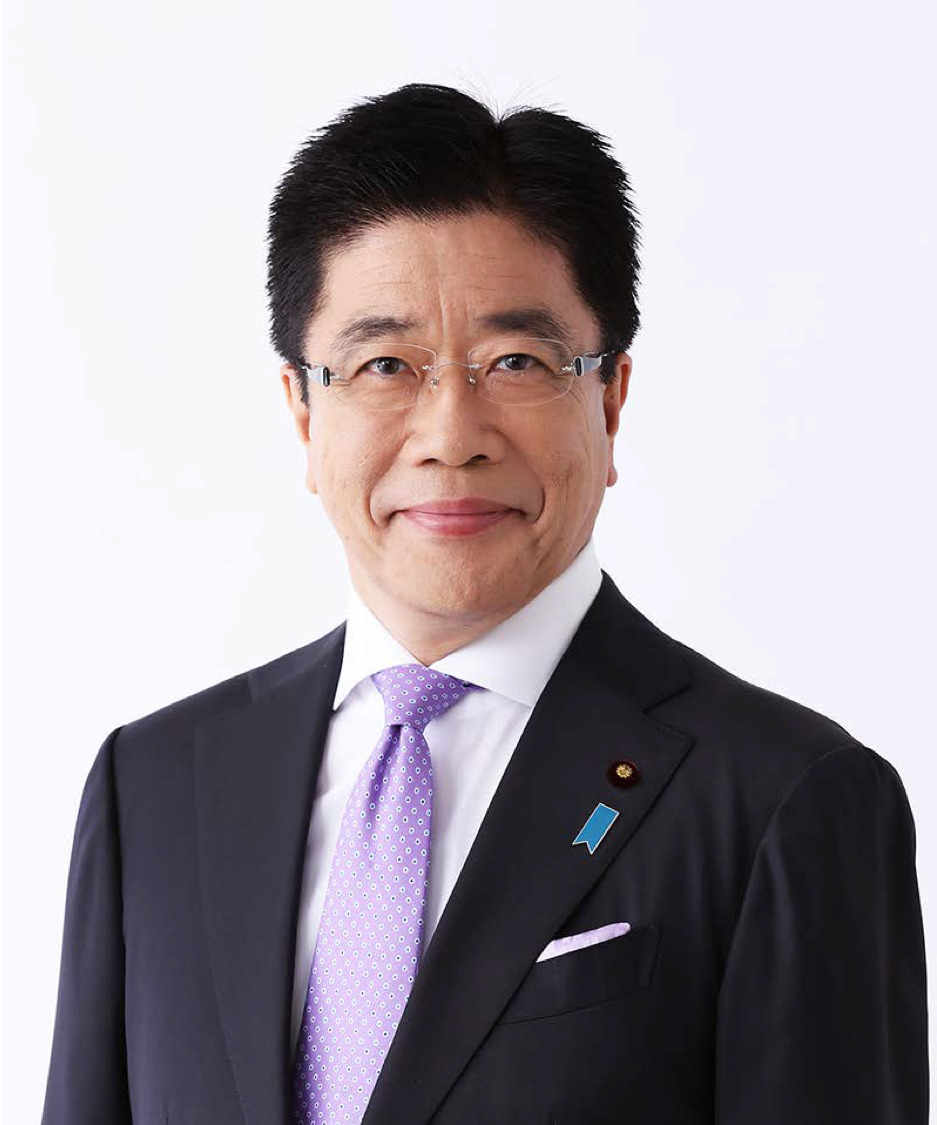
2度目の厚生労働大臣就任時（2019年）の肖像写真

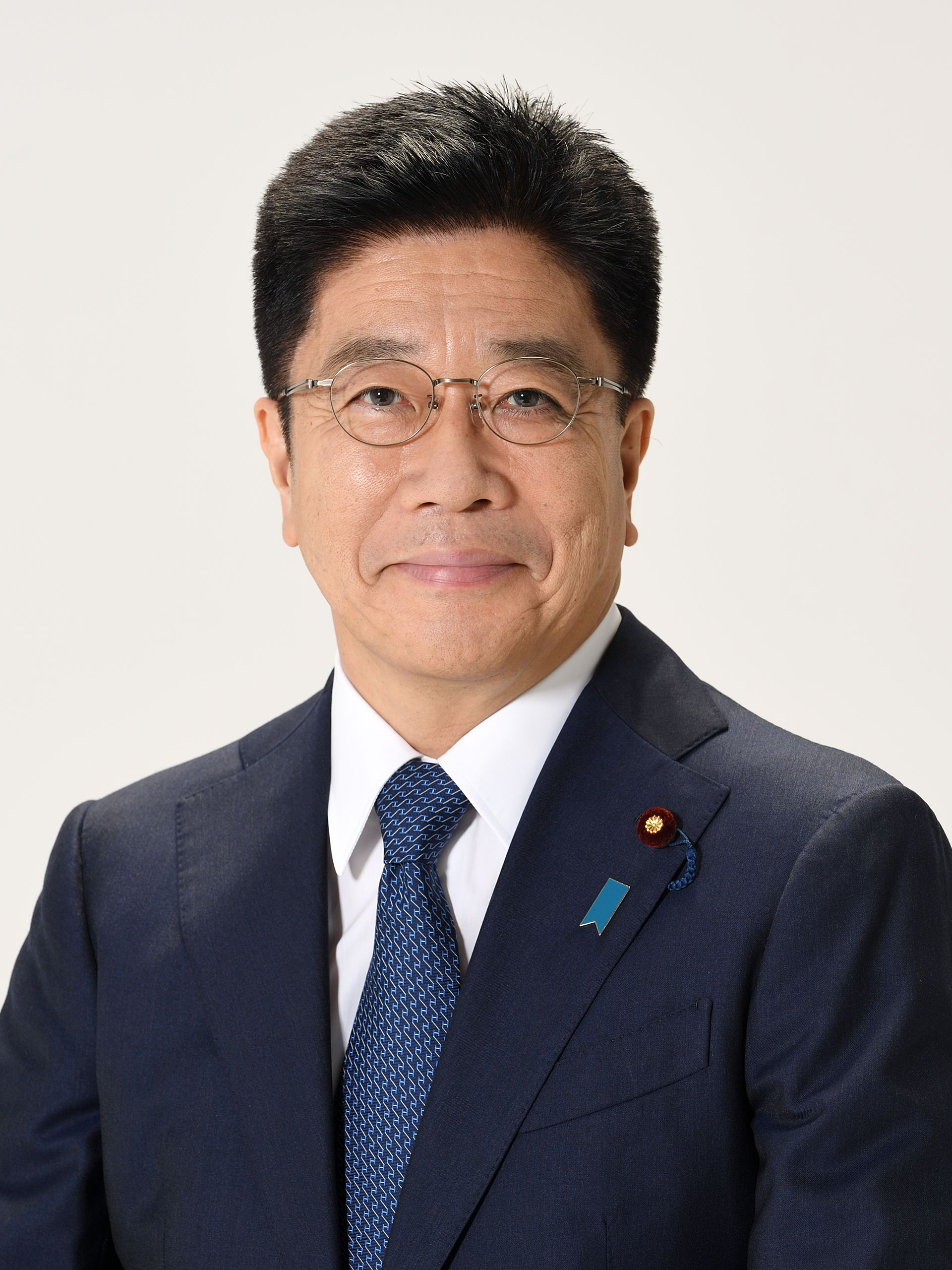
3度目の厚生労働大臣就任時（2022年）の肖像写真

2014年12月、第47回衆議院議員総選挙で5選。2015年（平成27年）10月7日に発足した第3次安倍第1次改造内閣で内閣府特命担当大臣（少子化対策、男女共同参画）及び一億総活躍担当、女性活躍担当、再チャレンジ担当、拉致問題担当、国土強靱化担当として初入閣。2016年（平成28年）8月3日に発足した第3次安倍第2次改造内閣で、新たに設けられた働き方改革の担当大臣を兼任。12月9日、新設された休眠預金活用の担当大臣を兼任。2017年（平成29年）8月3日、第3次安倍第3次改造内閣において、横滑りで厚生労働大臣に就任。引き続き、働き方改革および拉致問題担当大臣にも任命された。
2017年10月、第48回衆議院議員総選挙で6選。第4次安倍内閣では再任し、2018年（平成30年）10月の内閣改造のタイミングで一旦は自由民主党総務会長に就任するも、2019年（令和元年）9月の第4次安倍第2次改造内閣で厚生労働大臣及び働き方改革担当大臣に再登板した。
2020年9月、安倍の内閣総理大臣及び自由民主党総裁辞任に伴い行われた自民党総裁選挙で菅義偉が総裁に選出され、同月16日に菅義偉内閣が発足すると、菅の後継として内閣官房長官に起用された。
第1次岸田内閣成立とともに官房長官を退任し、2021年10月31日、第49回衆議院議員総選挙で7選。同年11月、自由民主党税制調査会小委員長、社会保障制度調査会長に就任。
2022年8月10日、第2次岸田第1次改造内閣において3度目の厚生労働大臣として再登板。
2023年2月10日、衆議院で1票の格差を是正する10増10減の対象となった加藤の選挙区の岡山5区は平沼正二郎の選挙区の岡山3区と統合されたことを受け、加藤は新3区の支部長に選出された。同区は郵政解散で平沼赳夫が造反して以降、刺客として擁立された阿部俊子と争っており、平沼赳夫の復党後は平沼正二郎が無所属で出馬。平沼正二郎は当選後に自民党入りし阿部が比例で復活当選した。次期衆議院議員総選挙では平沼正二郎・阿部は比例中国ブロック単独での出馬となる。
2024年5月14日、自由民主党北朝鮮による拉致問題対策本部長に就任。
同年9月10日、自民党総裁選挙へ立候補する意向を表明した。9月12日、総裁選が告示され、旧茂木派からは加藤と会長の茂木敏充が立候補した。石破茂、高市早苗、小泉進次郎の3人が競り合う構図が固まった終盤、麻生太郎は9月25日に茂木と「反石破」での連携を確認し、旧茂木派議員の一部も取り込んだ。9月26日、麻生はさらに踏み込み、河野太郎などの陣営に入っていた派閥メンバーに対し、側近議員を通じて「1回目の投票から高市に入れろ」と指示を飛ばした。同日22時半頃、産経新聞は、麻生が1回目の投票から高市を支援するよう自派閥の議員に指示を出したことをスクープした。9月27日総裁選執行。高市が得票数1位で決選投票へ進むも、岸田文雄首相の後押しを受けた石破に敗れた。加藤の結果は最下位の9位だった。推薦人20人と自身を合わせて21票の議員票は獲得できるはずであったが、16票にとどまり、推薦人のうち少なくとも5人は加藤への投票を見送ったことになる。しかし、総裁選後、参議院議員の青山繁晴が1回目の投票で加藤に投票したと述べた。青山の証言が真実であれば、推薦人のうち少なくとも6人が加藤への投票を行わなかったことになる。加藤は決選投票で高市に投じた。
同年10月1日、第1次石破内閣が発足。加藤は財務大臣兼内閣府特命担当大臣（金融担当）に就任した。
同年10月27日、第50回衆議院議員総選挙で岡山3区から8選。
11月11日に発足した第2次石破内閣において財務大臣兼内閣府特命担当大臣（金融担当）に留任。

## 政見・政策

### 経済財政政策
- 経済あっての財政の立場を取っており、デフレ脱却を最優先とする経済成長を重視した経済財政運営に当たると示している。同時に「『成長と分配の好循環』が実現できる経済をつくる」「この肩書き（『デフレ脱却担当』の特命事項）が外れるようにデフレ脱却をしていきたい」などと語っていた[37][38]。

### 国民の所得倍増
- 2024年、自民党総裁選では国民の所得倍増を掲げた。この公約については「命がけで実現する」と強調している。東京の秋葉原で行われた演説では、iPhoneの価格が10年前に比べて2倍になっていること、プレイステーションも10年前に比べ倍になっていることを指摘した上で、給与所得が倍になっていないと述べ、このままでは新しいスマホやゲーム機を買える人が高額所得者でないと難しくなると語り、所得倍増の必要性を訴えた[39]。愛媛県松山市で行われた演説会では「確かにここ数年、賃金が少し上がってきました。しかし、20年30年、上がってない中で、突然倍増と言われても、確かにそうだと思います。」と語りながら、「ドイツは、この4年間で賃金は14％上がっています。残念ながら日本は4％です。」と世界との賃金格差について言及した。経済の好循環を生み出し、所得倍増を実現するとし、賃上げ税制・投資促進税制を大胆に見直すこと、教育、保育、介護、医療、福祉といった公的セクターで働いている方の報酬や公定価格を引き上げること、投資を促進していくことの３つを具体的な方法として語っている。また実現するために国民所得倍増実現会議を設置するとも語った[40]。

### 旧姓続称制度
- 2024年に行われた自由民主党総裁選挙にて、選択的夫婦別姓制度を問われた際に、「旧姓続称制度」を掲げた。旧姓続称制度とは、結婚によって氏を変更した側の旧姓を法的に使用できるよう変更する制度である。旧姓続称制度を活用することで選択的夫婦別姓の必要制はほぼなくなるのではないかと主張している[41]。

### 社会保障
- 2015年9月に安倍晋三首相が打ち出した「新三本の矢」に基づき、初の一億総活躍担当大臣として、保育士の処遇改善を進める「ニッポン一億総活躍プラン」を取りまとめた[42]。
- 初代働き方改革担当大臣として、2017年３月に長時間労働の是正と同一労働同一賃金の導入を柱とする働き方改革実行計画を取りまとめる。続いて就任した１回目の厚生労働大臣の時には、実行計画を法制化した働き方改革関連法案を成立させた[43][44]。
- 幼児教育の無償化について、2017年末に閣議決定された「新たな経済政策パッケージ」で、3～5歳の全ての子ども、住民税非課税世帯の0～2歳児幼児教育の無償化を、担当大臣の一人である厚生労働大臣として実現した[45]。
- 2019年9月に設置された「全世代型社会保障検討会議」に、2回目の厚生労働大臣の時に参加し、年金制度改革や高齢者雇用促進の法改正などを行った[46]
- 複数の省庁にまたがる子ども政策を一元的に扱う「こども家庭庁」の創設に向けて、政府内の調整にあたる[47]。
- コロナ禍で深刻化した孤独・孤立問題に対応するため、初の孤独・孤立対策担当大臣創設を主導した[48]。

### 憲法
- 憲法改正について、2021年のアンケートで「賛成」と回答[49]。
- 憲法9条への自衛隊の明記について、2021年のアンケートで「賛成」と回答[50]。
- 改正すべき項目として「自衛隊の保持を明記する」「教育の充実に向けた環境整備を行う旨を明記する」「各都道府県から必ず1人は参議院議員を選出するよう明記する」「緊急事態に関する条項を新設する」と主張[49]。
- 憲法を改正し緊急事態条項を設けることについて、2021年の毎日新聞社のアンケートで「賛成」と回答[51]。

### 外交・安全保障
- 「他国からの攻撃が予想される場合には敵基地攻撃もためらうべきではない」との問題提起に対し、2021年のアンケートで「どちらとかと言えば賛成」と回答[49]。
- 「北朝鮮に対しては対話よりも圧力を優先すべきだ」との問題提起に対し、2021年のアンケートで「どちらかと言えば賛成」と回答[49]。
- 普天間基地の辺野古移設について、2021年のアンケートで「賛成」と回答[49]。

### ジェンダー
- 選択的夫婦別姓制度の導入について、2014年のアンケートで「反対」と回答[52]。2021年の朝日新聞社のアンケートで「どちらとも言えない」と回答[49]。同年のNHKのアンケートで回答しなかった[50]。2024年のJX通信社のアンケートで「やや反対」と回答[53]。
- 同性婚を可能とする法改正について、2021年の朝日新聞社のアンケートで「どちらとも言えない」と回答[49]。同年のNHKのアンケートで回答しなかった[50]。
- 同性カップルが婚姻の法的効果を受けられないのは憲法違反とした札幌地裁の判決[54]をめぐり、加藤は2021年3月17日の記者会見で「婚姻に関する民法の規定が憲法に反するものとは考えていない」と述べた[55]。
- 「LGBTなど性的少数者をめぐる理解増進法案を早期に成立させるべきか」との問題提起に対し、2021年のアンケートで回答しなかった[49]。
- クオータ制の導入について、2021年のアンケートで「どちらかと言えば反対」と回答[50]。

### 自民党総裁選での主張
- 2024年9月10日、国会内で記者会見を行い、正式に自民党総裁選に出馬することを表明した。出馬会見では、「『協創』の価値観を大切に改革を断行し政策を進める」と強調」し、国民所得の倍増を柱とする「ニッポン総活躍プラン」を打ち出した[56]。
- 総裁選で争点の一つとしてあがっている選択的夫婦別姓については「同姓制度を維持しつつ、まずは法的、社会的な不都合を解決する」と説明し、旧姓を「法律上の姓として使用を認める旧姓続称制度はあり得る」と指摘した[56]。
- 出馬会見を行う前に、文藝春秋のインタビューに応じ、「強い日本経済を取り戻したい」と語り、日本企業の強みに改めて目を向け、強化するための具体的な施策を展開し、また地域を問わず住む人々が活躍できる日本を作りたいとも述べた。同インタビューでは他の候補者と比べての強みについて、様々な人からの指摘されていることとして「安定感」をあげている[57]。

### その他
- 受動喫煙防止を目的に飲食店を全面禁煙とする健康増進法改正案について「事業継続に影響を与える」として反対[58][59]。
- 戦没者遺骨収集事業をめぐるシベリア抑留者の遺骨取り違え問題の発覚を受け、2回目の厚生労働大臣時の2019年10月に、省内に検証チームを設置[60]。翌年7月に「戦没者遺骨鑑定センター」を立ち上げた[61]
- 新型コロナウイルス対策として、消費税率の一時的な引き下げは、2021年のアンケートで「必要でない」と回答[50]。
- 「原子力発電への依存度について今後どうするべきか」との問題提起に対し、2021年のアンケートで「下げるべき」と回答[50]。
- 2023年1月に、厚生労働大臣として、保育所で使用済みとなったおむつを保育所内で処分することを推奨する通知を出した。加藤自身の育児経験からの発案[62][63]。

## 人物

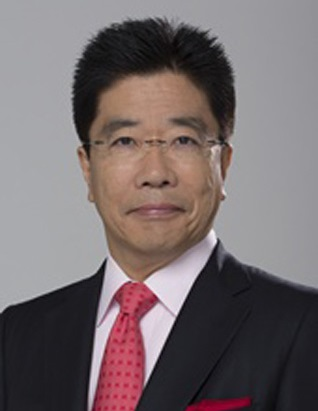
1度目の厚生労働大臣就任時(2017年)の肖像

### かつのぶフレーム
- 官房長官を退任後、個人としての発信力を高めるため、自撮りでの活動報告を始めた。どアップで映り込む独特の構図は「かつのぶフレーム」と呼ばれ、鈴木貴子衆議院議員[64]など国会議員や地方議員もマネするようになっている[65]。
- 大学院で経済学を学んだ娘[66]が、父親の文章ばかりで面白みのない投稿を見かねて、動画での発信をするよう指摘。秘書の撮影にもダメ出しを受け、自撮りが始まった[67]。
- 2021年12月、コロナ禍で大量廃棄される生乳を支援するため、コップ一杯の牛乳を飲んだ自撮り動画は、2日間で再生回数1万回以上を記録した[68]。

### 統一教会との関係
- 2014年3月13日、加藤が代表を務める「自由民主党岡山県第5選挙区支部」は、世界平和統一家庭連合（旧統一教会）の関連団体「世界平和女性連合」に会費として1万5000円を支出した[69][70]。
- 2016年3月27日、自由民主党岡山県第5選挙区支部は、「世界平和女性連合」に会費として1万5000円を支出した[69][70]。
- 2016年9月7日、統一教会の関連団体「世界日報」に加藤のインタビュー記事が掲載された[71]。
- 2017年11月28日、政治評論家で元衆議院議員の長野祐也の編著『政界キーパーソンに聞くPART17』『医療界キーパーソンに聞くPART4』（共に世界日報社刊）の出版を祝う会が都内で開かれ、自民党の高村正彦、石破茂、加藤勝信、塩崎恭久、田村憲久、立憲民主党の福山哲郎、希望の党の玉木雄一郎、長島昭久、細野豪志、読売新聞の橋本五郎特別編集委員らが激励のあいさつをした[72]。発起人代表として木下義昭・世界日報社会長が冒頭のあいさつを行った[72]。
- 2018年7月、統一教会の岡山家庭教会が岡山県岡山市のジップアリーナで開いた「復興記念・2018孝情文化ピースフェスティバルin OKAYAMA」に秘書を代理出席させ、「心よりお喜び申し上げます」「敬意を表し感謝を申し上げます」とのメッセージを寄せた[73][74][75][76]。
- 2018年10月24日、加藤は再び世界日報のインタビューを受け、世界日報にインタビュー記事が掲載された[77][78]。

### ジャパンライフ問題への関与
- 2020年9月18日、磁気治療器の販売預託商法を展開したジャパンライフの元会長の山口隆祥および旧経営陣14人が詐欺の疑いで逮捕された[79]。同社のチラシに「山口会長と会食した加藤氏からジャパンライフの取り組みを非常に高く評価していただきました」と書かれ、広告塔としての役割を果たしたことについて加藤自身が記者から質問を受けると、「（山口に）厳重な抗議をしている」と答えた[80]。

### 政治資金
- 2015年から2018年にかけて、作業着や安全靴などの工事現場用品を製造する企業から総額400万円の献金受け取りがあった。この会社は2019年12月に独占禁止法違反で検査を受けた後、2020年6月から山形県で12ヶ月の指名停止となっていた。献金受け取りの期間と不正行為を行っていた時期が一部重複していた[81]。
- 2004年から2006年にかけて、金融会社とその代表者名義で献金とパーティ券収入総額660万円を受け取るが、この会社代表は2005年12月に、沖縄県警により出資法違反容疑で逮捕されている。外国為替の取引で月2%の金利が受け取れるとして、総額20億の被害を出した[81]。
- 2006年6月、旧船穂町で当時の町長が下水道工事入札情報を業者に漏洩した汚職事件で、罰金刑を課せられた建設業者社長は加藤の後援者と知られ、2004年から2018年で会社名、個人両方で合計100万円の献金があった[81]。
- 2018年の政治資金報告書には県内の繊維加工会社の創業者から9万2千円の献金を受けていたが、この人物は2002年11月に地元の住宅販売業者を暴力団組員と共謀して脅迫した容疑で逮捕されていた[81]。

### 家庭での姿
- 総裁選出馬についての家族の反応について、最初は驚いていたとものの、今は応援してくれていると語っている。また娘とは同居をしているため、「風呂から出るときはパジャマを着る」など気を使っていると語っている[57]。
- 子どものころから政治に興味があったと語っており、小学校の作文では「総理大臣になる」と書いていた[57]。
- 娘は加藤について「父は特にかもしれないけど、すごく真面目な顔して怖い、怖そうな堅そうなイメージなんですけど、実際は違うので。ダジャレとかもよく言う」と一面を語っている[82]。

### 愛称がたわし
- 髪型から「たわし」との愛称で呼ばれており、官房長官時代の記者会見でそのことを質問された際には、「自らを磨く」と反応した[83]。政界でも有数の剛毛といわれ、毎朝、髪の毛のセットに5～10分かけている[84]。政治家の髪型を分析する理容師から、髪質は「ラーメンでいうと針金」で、白髪染めをしていると指摘されている[85]。

### 趣味が漫画
- 漫画やアニメにも造詣が深く、菅内閣で官房長官を務めていた2020年10月20日の会見で記者から当時公開された映画『劇場版 鬼滅の刃 無限列車編』の記録的ヒットについて質問された際、映画を評価すると同時にTVアニメ『鬼滅の刃』の視聴者であることを明かし、その回答の中で自身が漫画『進撃の巨人』の読者であり、全巻を読んでいるということも語った[86]。2021年4月9日、同日発売の別冊少年マガジンで『進撃の巨人』が完結した際にも会見で質問を受け、同作品のヒットを評価すると同時に、改めて同作品を単行本で読んでいることを語った[87]。

### 看護師国家試験での願掛け
- 看護師国家試験を受験する看護学生が、「推し」として、お手製カードをXにアップしたところ、加藤本人の目に留まり、X上で応援メッセージが届いた。そのことが反響を呼び、看護試験を受ける受験生の間で、加藤の「推し活」が流行した[88]。
- 2018年6月13日の厚生労働委員会において、西村智奈美が職場内での会食の際に喫煙店が選択される、いわゆる「イヤイヤ受動喫煙」の例について質問をしたところ、加藤は「これはハラスメント全体の話」と答えた。続けて西村が「嫌々ついていって無理やり吸わされるたばこの煙については、受動喫煙防止対策はとらなくてもいいということか」と質問したところ、加藤は「嫌々ついていくというところが問題」と答えた[89]。

### 旧友との交流
- 2024年9月19日、Abema Primeで友達をテーマに話を行い、旧友との交流が精神的な支えになっているという心境を明かした。政治家としては笑っていないといけない面もあり、辛くなくともたまっているものがあり、「ふと電話したい友だちがいる。1～2時間食事しながら昔話をするだけで、すごくリフレッシュできる」と旧友との交流が貴重だと述べてる[90]。

### 多くの挫折経験
- 中高一貫校であったが、高校への進学時に進学試験でまさかの不合格を受け一般受験に回っている。また、大学受験でも浪人し、政治家になってからも出馬して最初二回は選挙で落選をしており、挫折経験豊富であることを語っている[91]。

## 選挙
| 当落 | 選挙                     | 執行日         | 年齢 | 選挙区           | 政党       | 得票数     | 得票率 | 定数 | 得票順位 /候補者数 | 政党内比例順位 /政党当選者数 |
| ---- | ------------------------ | -------------- | ---- | ---------------- | ---------- | ---------- | ------ | ---- | ------------------ | ---------------------------- |
| 落   | 第18回参議院議員通常選挙 | 1998年07月12日 | 42   | 岡山県選挙区     | 無所属     | 7万3508票  | 7.94%  | 2    | 4/8                | /                            |
| 落   | 第42回衆議院議員総選挙   | 2000年06月25日 | 44   | 比例中国ブロック | 自由民主党 | ー票       | ー     | 11   | ー/ー              | /                            |
| 当   | 第43回衆議院議員総選挙   | 2003年11月09日 | 47   | 比例中国ブロック | 自由民主党 | ー票       | ー     | 11   | ー/ー              | 3/5                          |
| 当   | 第44回衆議院議員総選挙   | 2005年09月11日 | 49   | 比例中国ブロック | 自由民主党 | ー票       | ー     | 11   | ー/ー              | 2/5                          |
| 当   | 第45回衆議院議員総選挙   | 2009年08月30日 | 53   | 岡山県第5区      | 自由民主党 | 10万5172票 | 53.09% | 1    | 1/3                | /                            |
| 当   | 第46回衆議院議員総選挙   | 2012年12月16日 | 57   | 岡山県第5区      | 自由民主党 | 10万1117票 | 66.66% | 1    | 1/3                | /                            |
| 当   | 第47回衆議院議員総選挙   | 2014年12月14日 | 59   | 岡山県第5区      | 自由民主党 | 10万5969票 | 79.28% | 1    | 1/2                | /                            |
| 当   | 第48回衆議院議員総選挙   | 2017年10月22日 | 61   | 岡山県第5区      | 自由民主党 | 10万708票  | 71.29% | 1    | 1/3                | /                            |
| 当   | 第49回衆議院議員総選挙   | 2021年10月31日 | 65   | 岡山県第5区      | 自由民主党 | 10万2139票 | 72.61% | 1    | 1/3                | /                            |
| 当   | 第50回衆議院議員総選挙   | 2024年10月27日 | 68   | 岡山県第3区      | 自由民主党 | 13万3389票 | 64.57% | 1    | 1/3                | /                            |

## 著作
- 室崎勝信「『旅具通関』とは?」『ファイナンス』21巻10号、大蔵省、1986年1月、84-85頁。ISSN 0448-6072

## 家族・親族
家族構成は妻と娘4人。室崎商店の社長であった祖父・室崎勝造は漁業、水産物缶詰加工業、窯業、冷凍倉庫業を手掛けた他、島根県議会では議長も務め、実業界や政界で活躍した。父・室崎勝聰も日野自動車工業の副社長を務めた。
国土庁長官、北海道開発庁長官、農林水産大臣を務めた元衆議院議員の加藤六月は岳父。なお、六月は安倍晋三の父・晋太郎元外相の最側近だったこともあり、加藤家と安倍家は家族ぐるみの付き合いがあることから、勝信は安倍家に仕える側近の一人とされ、ポスト安倍の有力候補に数えられていた。
妻の親である六月の「娘に官僚の婿を迎えたい」とする意向により現在の妻の姉加藤康子（（一財）産業遺産国民会議専務理事）と婚約していたが、康子は一方的に婚約を破棄した上でハーバード大学へ留学に出てしまい、妹と婚約・結婚する事となった。この情報の出所は当然ながら本人ではなく所謂永田町関係者からであろうが、政略結婚の典型の様に週刊誌等で伝えられた。なお、婿養子として語られる事は多いが、女婿である。
この加藤家との縁により、自治大臣、国家公安委員会委員長、北海道開発庁長官、岡山県知事、参議院議員を務めた加藤武徳は、妻の伯父に当たり、武徳の息子で元参議院議員の加藤紀文は義理の従兄弟。
- 祖父：室崎勝造（実業家・政治家） - 室崎商店社長、島根県議会議長
- 父：室崎勝聰（実業家） - 日野自動車工業副社長
- 岳父：加藤六月（政治家） - 国土庁長官、北海道開発庁長官、農林水産大臣
- 義伯父：加藤武徳（政治家） - 自治大臣、国家公安委員会委員長、北海道開発庁長官
- 義姉：加藤康子（評論家） - 内閣官房参与[96]

## 年譜
- 1955年11月22日 - 東京都生まれ

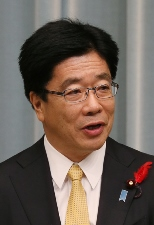
2015年10月、内閣特命大臣就任時に首相官邸での会見

- 1979年 - 東京大学経済学部卒業。大蔵省入省。
- 1982年 - 郵政省宇宙通信企画課出向。
- 1984年 - 倉吉税務署署長。
- 1985年 - 大蔵省関税局監視課長補佐[97]。
- 1986年 - 大蔵省理財局国債課長補佐[98]。
- 1986年 - 内閣官房副長官秘書官
- 1988年 - 大蔵省理財局国有財産総括課長補佐兼理財局総務課[99]。
- 1990年 - 大蔵省主計局主査（労働予算担当）。
- 1991年 - 大蔵省主計局主査（防衛予算担当）。
- 1994年
  - 農林水産大臣秘書官。
  - 大蔵省大臣官房文書課長補佐（企画官室）[100]。
- 1995年 - 大蔵省大臣官房企画官を最後に退官。加藤六月秘書。
- 1998年 - 第18回参議院議員通常選挙落選（岡山県選挙区）。
- 2000年 - 第42回衆議院議員総選挙落選（比例中国ブロック）。川崎医療福祉大学客員教授。
- 2003年 - 第43回衆議院議員総選挙当選（比例中国ブロック）。
- 2005年 - 第44回衆議院議員総選挙当選（比例中国ブロック）。衆議院環境委員会理事。
- 2007年 - 内閣府大臣政務官（経済財政、防災、食品安全、地方分権改革、地方・都市格差是正、道州制担当）：（第1次安倍改造内閣・福田康夫内閣）。
- 2008年 - 自由民主党経済産業部会部会長代理。衆議院内閣委員会理事。
- 2009年
  - 自由民主党厚生労働部会医療委員会事務局長。
  - 自由民主党文部科学部会特別支援教育小委員会委員長。第45回衆議院議員総選挙当選（岡山5区）。自由民主党厚生労働部会部会長・IT戦略特別委員会事務局長・行政改革推進本部幹事。衆議院厚生労働委員会理事。
- 2010年 - 自由民主党副幹事長。
- 2012年 - 自由民主党総裁特別補佐・報道局長・厚生労働部会副部会長・社会保障制度に関する特命委員会事務局長。第46回衆議院議員総選挙当選（岡山5区）。内閣官房副長官（第2次安倍内閣）。
- 2014年 - 内閣人事局長（初代）[101]。第47回衆議院議員総選挙当選（岡山5区）。
- 2015年 - 内閣府特命担当大臣（少子化対策、男女共同参画）及び一億総活躍担当、女性活躍担当、再チャレンジ担当、拉致問題担当、国土強靱化担当。
- 2016年 - 内閣府特命担当大臣（少子化対策、男女共同参画）及び一億総活躍担当、働き方改革担当、女性活躍担当、再チャレンジ担当、拉致問題担当。
- 2017年 - 厚生労働大臣及び働き方改革担当、内閣府特命担当大臣（拉致問題）。第48回衆議院議員総選挙当選（岡山5区）。
- 2018年 - 自由民主党総務会長。
- 2019年 - 厚生労働大臣及び働き方改革担当大臣。
- 2020年 - 内閣官房長官就任。沖縄基地負担軽減担当大臣、拉致問題担当大臣兼務。
- 2021年
  - 自由民主党税制調査会小委員長。自由民主党社会保障制度調査会長兼務。
  - 第49回衆議院議員総選挙当選（岡山5区）。
- 2022年 - 厚生労働大臣。
- 2023年 - 自由民主党税制調査会小委員長。自由民主党社会保障制度調査会長。[102]自由民主党憲法改正実現本部事務総長[103]。
- 2024年
  - 自由民主党北朝鮮による拉致問題対策本部長。
  - 財務大臣兼内閣府特命担当大臣（金融）
  - 第50回衆議院議員総選挙当選（岡山3区）。

## 所属団体・議員連盟
- 自民党たばこ議員連盟[104]
- 創生「日本」
- 神道政治連盟国会議員懇談会
- 日本会議国会議員懇談会
- 平和を願い真の国益を考え靖国神社参拝を支持する若手国会議員の会
- 速やかな政策実現を求める有志議員の会
- 日韓議員連盟
- 自民党動物愛護管理推進議員連盟
- 再チャレンジ支援議員連盟
- TPP交渉における国益を守り抜く会
- ボーイスカウト振興国会議員連盟 [105]
- 対北朝鮮外交カードを考える会
- 心理職の国家資格化を推進する議員連盟
- 文化芸術懇話会[106]
- プロボクシングの発展を応援する国会議員の会の会長[107]
- 地域の居場所を通じて社会の未来を考える議員連盟の会長[108]